# Momsen (Schiff)
Die USS Momsen (DDG-92) ist ein Zerstörer der Arleigh-Burke-Klasse der United States Navy. Das Schiff ist nach Vizeadmiral Charles Momsen benannt, der im Bureau of Construction and Repair unter anderem nach Möglichkeiten zur Rettung der Besatzung gesunkener U-Boote gesucht hat und in diesem Bereich einige Erfolge erzielen konnte.

## Geschichte
DDG-92 wurde 1998 in Auftrag gegeben und Ende 2001 bei Bath Iron Works auf Kiel gelegt. Der Zerstörer lief im Juli 2003 vom Stapel und wurde getauft. Die Indienststellung fand, nach erfolgter Endausrüstung und Werfterprobungsfahrten, im August 2004 statt. Der gesamte Bau, von den ersten Stahlzuschneidearbeiten bis zu den Testfahrten, wurde von einem Team von Discovery Channel verfolgt, die die Dokumentation Destroyers: Forged in Steel drehten.
Momsen wurde in der Naval Station Everett in Everett, Washington stationiert. 2004 nahm das Schiff an der Parade of Ships der 24. San Francisco Fleet Week teil. 2006 verlegte die Momsen erstmals in den westlichen Pazifik und südostasiatische Gewässer. 2008 fuhr die Momsen an der Seite der Abraham Lincoln in den Indischen Ozean und den Persischen Golf, 2010 folgte eine ähnliche Einsatzfahrt.

## Bewaffnung
Für die Abwehr von anfliegenden Flugkörpern erhielt das Schiff die Flugabwehrraketen RIM-162 Evolved Sea Sparrow Missile (ESSM), die aus dem Vertical Launching System verschossen werden. Zur weiteren Flugabwehr wurde 2007 nachträglich hinter dem achteren Schornsteinaufbau ein Close-In-Weapon-System in Form des Phalanx MK 15 RAM installiert, das beim Bau ab DDG 85 (Block IV) ursprünglich nicht vorgesehen war.